# Heilig Kruiskerk (Hoek)

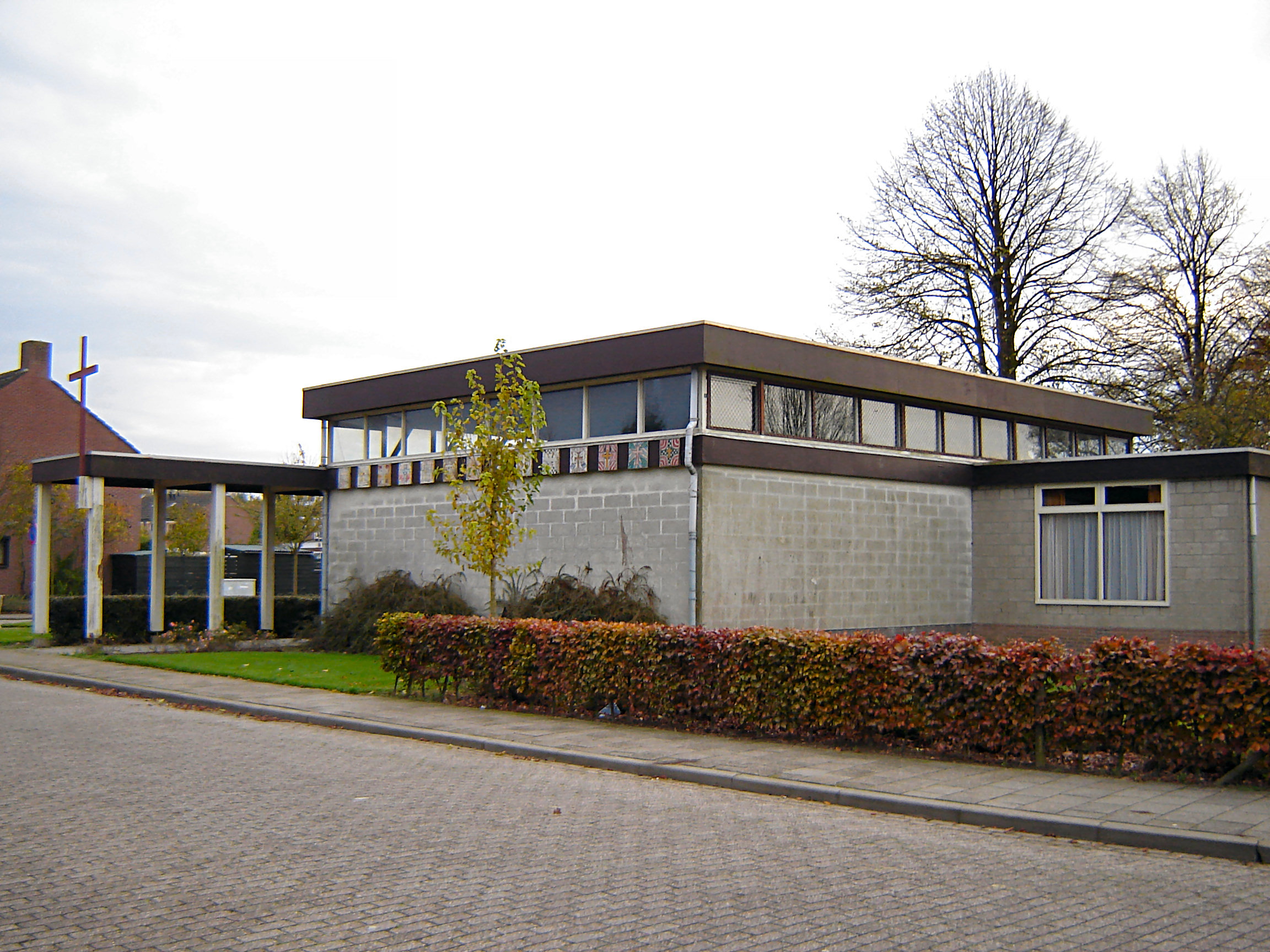
Heilig Kruiskerk

De Heilig Kruiskerk is een voormalig kerkgebouw in de Zeeuwse plaats Hoek in de gemeente Terneuzen.
Het betrof een doosvormig kerkgebouw op rechthoekige plattegrond, in sobere modernistische stijl en zonder toren. Slechts een aantal kleurige tegels met kruismotieven sierden de buitengevel. Ook was er een galerij met stalen kolommen. De kerk werd in 1967 gebouwd, niet lang nadat in de nabijheid de fabrieken van Dow Chemical in productie werden genomen. Hoek bleef echter betrekkelijk klein en er kwamen niet veel katholieken wonen, terwijl de ontkerkelijking het aantal gelovigen juist deed afnemen.
In 2012 werd de kerk aan de eredienst onttrokken en niet lang daarna gesloopt.